# Pie-grièche du Tibet
Lanius tephronotus
Espèce
Statut de conservation UICN

 LC  : Préoccupation mineure
La Pie-grièche du Tibet (Lanius tephronotus) est une espèce de passereaux de la famille des Laniidae.
Cet oiseau vit dans l'Himalaya et le centre-sud de la Chine.

## Sous-espèces
D'après la classification de référence (version 5.2, 2015) du Congrès ornithologique international, cette espèce est constituée des deux sous-espèces suivantes :
- Lanius tephronotus lahulensis Koelz, 1950 — nord de l'Inde et ouest du Tibet
- Lanius tephronotus tephronotus (Vigors, 1831) — Himalaya et monts Hengduan